# Clusia czernyi
Clusia czernyi är en tvåvingeart som beskrevs av Johnson 1913. Clusia czernyi ingår i släktet Clusia och familjen träflugor. Inga underarter finns listade i Catalogue of Life.